# هربرت يورك
هربرت يورك (بالإنجليزية: Herbert York)‏ (و. 1921 – 2009 م) هو فيزيائي، وعالم نووي، وأستاذ جامعي من الولايات المتحدة الأمريكية . ولد في روتشستر (نيويورك) . شارك في مشروع مانهاتن .وكان عضواً في الأكاديمية الأمريكية للفنون والعلوم .
توفي في سان دييغو (كاليفورنيا)، عن عمر يناهز 88 عاماً.

## التعليم
تعلم في جامعة روتشستر، وجامعة كاليفورنيا، بركلي

## مناصب وهيئات
أدار جامعة كاليفورنيا (بركلي).

## جوائز
حصل على جوائز منها:
- زمالة غوغنهايم.